# Eilema nubeculoides
Eilema nubeculoides är en fjärilsart som beskrevs av Holloway 1982. Eilema nubeculoides ingår i släktet Eilema och familjen björnspinnare. Inga underarter finns listade i Catalogue of Life.